# Большой Толкай
Большой Толкай — река в России, протекает по территории Оренбургской и Самарской областей. Устье реки находится в 14 километрах от устья Малого Кинеля по правому берегу. Длина реки составляет 55 километров, площадь водосборного бассейна — 328 км².
В 18 километрах от устья (окрестности села Малый Толкай) по правому берегу впадает река Малый Толкай.

## Этимология
По одной из версий название Толкай произошло от монгольского слова, означавшего голова, вершина, холм. Им могла называться местность, по которой протекала река, а позднее и сама река.

## Данные водного реестра
По данным государственного водного реестра России относится к Нижневолжскому бассейновому округу, водохозяйственный участок реки — Большой Кинель от истока и до устья, без реки Кутулук от истока до Кутулукского гидроузла. Речной бассейн реки — Волга от верхнего Куйбышевского водохранилища до впадения в Каспий.
Код объекта в государственном водном реестре — 11010000812112100008425.